# Економско-трговинска школа Смедерево
Економско-трговинска школа једна је од средњих школа у Смедереву. Налази се у улици 16. октобра.

## Историјат
Народни одбор Општине Смедерево је 23. маја 1960. донео одлуку о оснивању Економске школе, отворена је 15. септембра 1960. Настава почиње 17. септембра 1960. у просторијама Гимназије са два одељења књиговодственог смера са седамдесет и пет ученика и једним одељењем комерцијалног смера са тридесет и четири ученика. Економска школа се организује као Школски центар 1968. године када су почели да школују квалификоване кадрове у трговини и угоститељству и висококвалификоване у трговини и туризму. Школски центар је верификован маја 1969, а почиње са радом са шеснаест одељења септембра исте године. У оквиру Центра за економско образовање 1. септембра 1970. је почела да ради Школа за квалификоване раднике у угоститељству. Уписана су прва два угоститељска одељења, а укупно осамнаест одељења. Школа је пресељена 4. септембра 1971. у зграду бивше Пољопривредне школе, где и данас ради, са двадесет и три одељења. На предлог радне заједнице, Окружни привредни суд у Пожаревцу је 30. августа 1974. регистровао дотадашњи Школски центар за економско образовање у Образовни центар „25. мај” који наставља исту делатност. Примену наставног плана и програма заједничке основе усмереног образовања и васпитања су почели 1977—78. Програми образовно-васпитног рада за трећи и четврти степен стручне спреме су припремљени 1979—80. са економско-комерцијалном, правном, угоститељско-туристичком, текстилном и кожарском струком. Основане су 1987—88. две организације удруженог рада: ОУР Економска, правна и угоститељска школа и ОУР Текстилна, здравствена и пољопривредна школа. Од прве настаје Средња стручна Економска школа 1990—91. која мења име у Економско-трговинска школа маја 1998. Августа 2018. је премештена у данашњу зграду коју је раније користила ОШ „Јован Јовановић Змај”. Садрже смерове комерцијалиста, финансијски администратор (II–IV разред), финансијско-рачуноводствени техничар (I разред) и пословни администратор у четворогодишњем трајању, туристичко-хотелијерски техничар (II–IV разред), туристички техничар (I разред), трговински техничар (III–IV разред), кулинарски техничар, угоститељски техничар (II–IV разред) и хотелијерско-ресторатерски техничар (I разред) у четворогодишњем трајању и трговац (I–II разред), конобар, кувар и посластичар у трогодишњем трајању. Данас броје око 940 ученика у тридесет и четири одељења, од тога у првом, другом и трећем разреду по девет и у четвртом разреду седам одељења. Садрже двадесет учионица општег типа, два кабинета информатике са више од тридесет рачунара, мултимедијалну учионицу опремљену савременим наставним средствима, а одељењима образовних профила комерцијалиста, финансијски администратор, финансијско-рачуноводствени техничар и пословни администратор на располагању су две биро учионице. Одељења угоститељске струке практичну наставу обављају у савремено опремљеним кабинетима. Учествовали су у пројектима „Мистичан укус искуства и развоја” 2019, „Европски мост туризма” 2020, „Дигитална магија куварства” и „Будућност дигиталног образовања – еУчење, адаптивно тестирање и мотивисање ученика” 2021.